# Begonia moneta
Espèce
Begonia moneta est une espèce de plantes de la famille des Begoniaceae. Ce bégonia rampant, originaire de l'île de Borneo, en Asie tropicale, a été décrit en 2015.

## Description
C'est une plante vivace et monoïque. Elle présente un rhizome succulent d'où partent des petites feuilles vertes un peu épaisses et légèrement asymétriques. Les inflorescences s'épanouissent au bout de longues tiges rouges, qui portent de petites fleurs blanc rosé à cœur jaune, différentes pour les mâles et les femelles.
Son aspect est proche de Begonia gueritziana Gibbs, dont il diffère par des fleurs plus petites et des feuilles en forme de bouclier. Son feuillage succulent rappelle aussi Begonia burttii Kiew & S. Julia et Begonia payung S. Julia & Kiew. 

## Répartition géographique
Cette espèce est originaire du pays suivant : Malaisie, état du Sabah.

## Classification
Begonia moneta fait partie de la section Baryandra du genre Begonia, famille des Begoniaceae.
L'espèce a été décrite en 2015 par les botanistes Ching I Peng, Repin Rimi et Che Wei Lin. L'épithète spécifique moneta fait référence aux feuilles épaisses et arrondies qui rappellent des pièces de monnaie.
Publication originale : (en) Two new species of Begonia, B. moneta and B. peridoticola (Begoniaceae) from Sabah, Malaysia. Ching-I Peng, Che-Wei Lin, Rimi Repin, Yoshiko Kono, Wai-Chao Leong and Kuo-Fang Chung, Botanical Studies An International Journal 201556:7. DOI 10.1186/s40529-015-0087-5.